# 桜井明弘
桜井 明弘（さくらい あきひろ ）は、日本の産婦人科医師。群馬県立高崎高等学校卒。順天堂大学医学部、同大学院卒。日本産科婦人科学会専門医。日本産科婦人科内視鏡学会技術認定医。
横浜市青葉区たまプラーザで、「産婦人科クリニック さくら」を開設。不妊治療や婦人科内視鏡下手術を専門とし、HPV感染予防ワクチン（子宮頸癌予防ワクチン）の普及など、様々な活動を行っている。
2013年、一般社団法人横浜市青葉区医師会理事(経理担当)。
2014年、医療法人産婦人科クリニックさくら理事長。
2014年からは「子宮美人化計画」と題した女性の健康増進普及活動を主宰している。
2015年3月19日、子宮美人化計画を一般社団法人化した「美人化計画」代表理事。
2011年2月公開の映画「ジーン・ワルツ｣の医療監修を勤めている。また2010年12月からLISMOドラマとして配信されている「ジーン・ワルツ」のスピンオフドラマ「空にいちばん近い幸せ」の医療監修も務めた。他、医療監修は「ALWAYS 三丁目の夕日'64」など。
2015年9月、幻冬舎より妊娠を念頭に置いた生活習慣の改善を提示した「あなたが33歳を過ぎても妊娠しない44の理由」を出版。